# Bynovec
Bynovec (en allemand : Binsdorf) est une commune du district de Děčín, dans la région d'Ústí nad Labem, en Tchéquie. Sa population s'élevait à 335 habitants en 2021.

## Géographie
Bynovec se trouve à 7 km au nord-est de Děčín, à 24 km au nord-est d'Ústí nad Labem et à 84 km au nord de Prague.
La commune est limitée par Arnoltice au nord, par Růžová au nord-est, par Srbská Kamenice à l'est, par Huntířov au sud, et par Kámen et Ludvíkovice à l'ouest.

## Histoire
La première mention écrite du village date de 1543.

## Transports
Par la route, Bynovec se trouve à 8 km de Děčín, à 31 km d'Ústí nad Labem et à 117 km de Prague.